# Reichenbachs honingeter
Reichenbachs honingeter (Microptilotis analogus) is een endemische vogel uit Nieuw-Guinea. De vogel is beschreven door de Duitse bioloog Heinrich Gottlieb Ludwig Reichenbach en naar hem vernoemd (in het Nederlands).

## Beschrijving
Reichenbachs honingeter is een middelgrote honingeter uit het geslacht Microptilotis met een lengte van 17 cm. Honingeters uit dit geslacht lijken sterk op elkaar en onderscheiden zich door het verspreidingsgebied waarin ze voorkomen en hun roep. Reichenbachs honingeter heeft een gele ronde vlek op de oorstreek en een smalle gele "teugel" (horizontaal streepje op de kop in verlengde van mondhoek). Het is een van de gemakkelijkst waar te nemen honingeters uit dit geslacht.

## Verspreiding en leefgebied
Het verspreidingsgebied van Reichenbachs honingeter strekt zich uit over het hoofdeiland Nieuw-Guinea, de Aru-eilanden en de Raja Ampat-eilanden. Het leefgebied is struikgewas en de bosranden in laagland en heuvelland in de zone tussen de zeeniveau en 1200 m boven de zeespiegel.

## Status
De grootte van de populatie is niet gekwantificeerd maar de soort wordt omschreven als algemeen. Op de Rode lijst van de IUCN heeft deze soort de status niet bedreigd.